# 사카에마치역 (아이치현)
사카에마치역(일본어: 栄町駅, さかえまちえき)은 일본 아이치현 나고야시 히가시구 히가시사쿠라 1초메에 소재하는 나고야 철도 세토선의 역이다. 역 번호는 ST01이다.

## 역사
사카에마치 역 개통 이전에는 호리 강 기슭에 있던 호리카와 역과 나고야 시청(시야쿠쇼 역) 근처의 오쓰마치 역을 터미널 역으로 하였고, 1976년 ~ 1978년의 기간 동안에도 본 역을 임시 터미널로 했다.
- 1978년 8월 20일: 영업 개시. 개통 시부터 자동 개찰기가 설치되었다.
- 1985년 4월 1일: 구내 금연 실시.
- 2006년 12월 16일: 트랜 패스 대응 개시.
- 2011년 2월 11일: manaca 도입.
- 2012년 2월 29일: 트랜 패스 공용 종료.

## 역 구조
섬식 승강장 1면 2선의 지하역이다. 승강장 유효 길이는 6량 편성분이다. 2007년 10월 31일에 개수 공사가 마무리되었고 엘리베이터, 다목적 화장실, 역 냉방 장치 등이 설치되었다.
지하 상가(지하철 에이모리노 지하상가 및 센트럴 파크)를 통하여 나고야 시영 지하철 사카에역, 히사야오도리 역과 연결되고 상호 환승이 가능하다. 한편, 본 역의 역명이 표시된 출구는 오아시스 21 앞에 있는 2곳밖에 없다.
인근의 히가시오테 역과 동시에 메이테쓰에서는 자동 개찰기가 가장 빨리 도입된 역이기도 하다(이후, 트랜 패스 도입으로 인한 기기 갱신).
현재 메이테쓰 단독 관리의 지하역에서는 유일하게 개통 당초부터 직결 궤도가 부설되었다.
승강장 남쪽(차막이)에는 개찰구로 이어지지 않고(직접 개찰 외에 연결) 비상 계단이 있다.

### 승강장
| 번호 | 노선      | 행선                    |
| ---- | --------- | ----------------------- |
| 1・2 | ■ 세토 선 | 오조네・오와리세토 방면 |

## 역 주변
- 나카 구청
- 나고야 미쓰코시
- 마쓰야 나고야 지점
- 히사야오도리 공원
- 오아시스 21
- 아이치 예술 문화 센터
- NHK
- 도카이 TV・도카이 라디오 방송 본사
- 주부전력 본사
- 나고야 은행 본점
- 나고야 사카에 우체국

## 사진

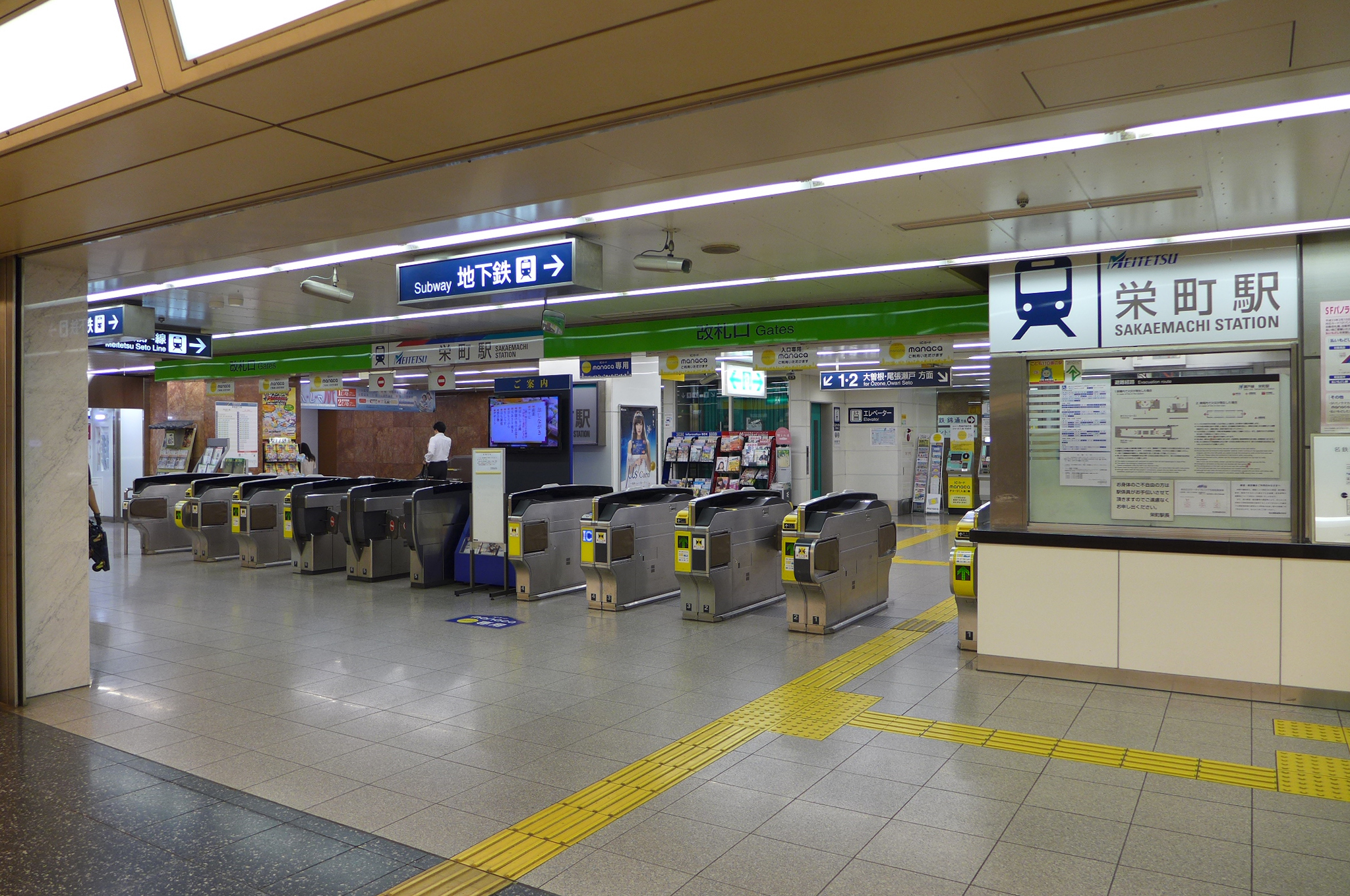
개찰구
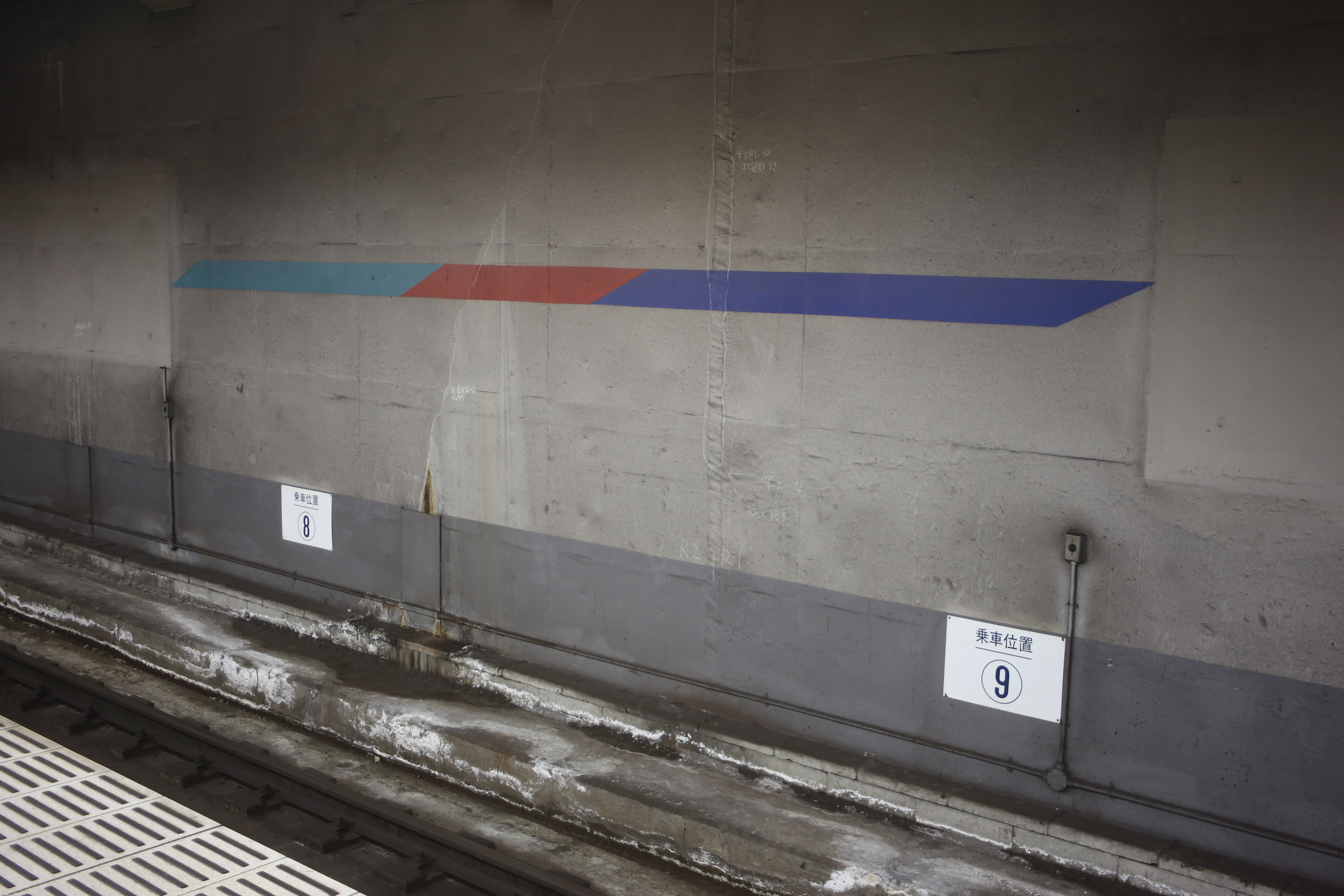
역의 승강장 벽에 그려진 컬러선
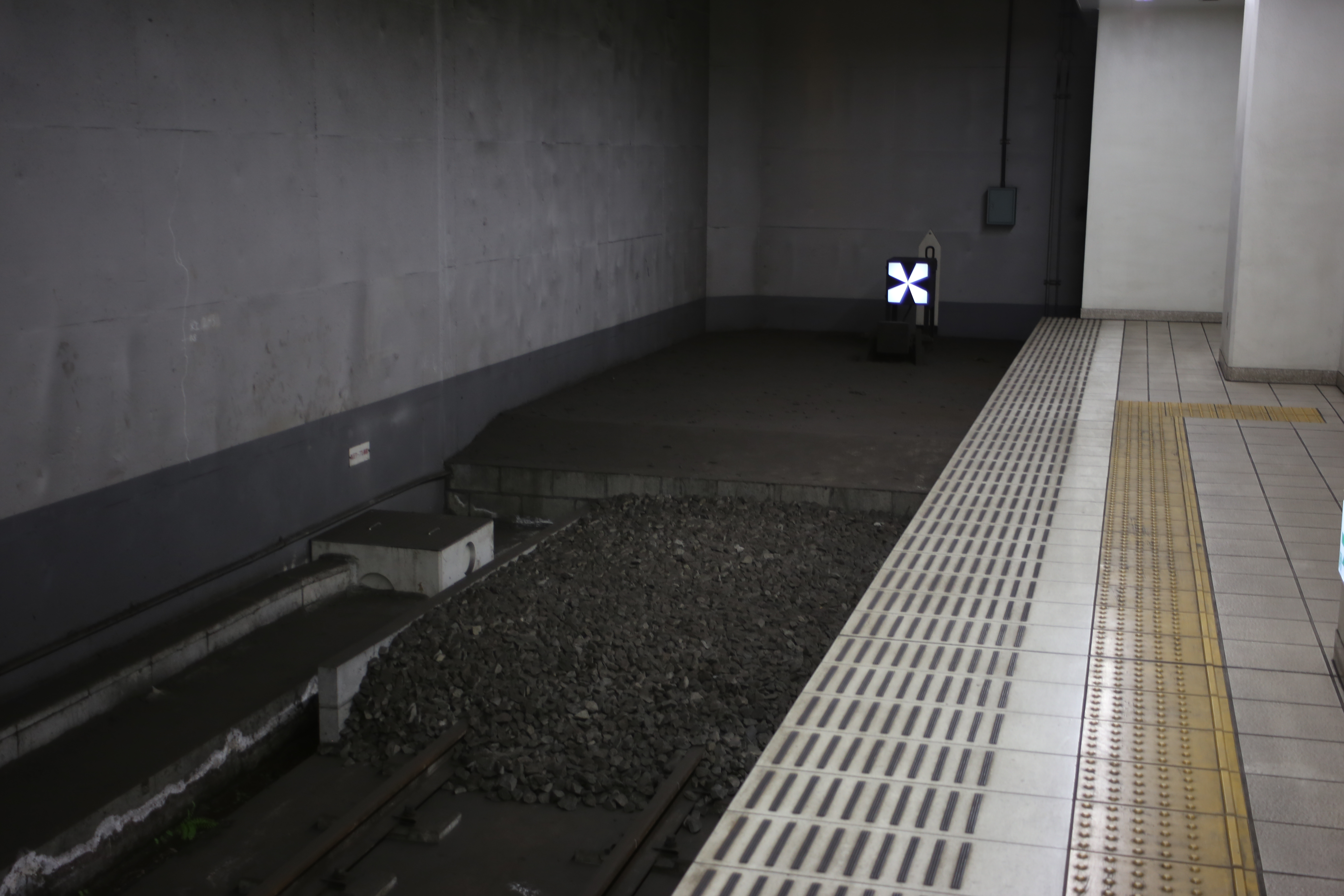
차막이 부분

## 인접역
| 나고야 철도 ■ 세토선 | 나고야 철도 ■ 세토선 | 나고야 철도 ■ 세토선            |
| -------------------- | -------------------- | ------------------------------- |
| 시·종착역            | ■ 급행 ■ 준급 ■ 보통 | 히가시오테 ST02 오와리세토 방면 |